# Daimaō Kosaka
Daimaō Kosaka (古坂 大魔王?, Kosaka Daimaō), pseudonimo di Kazuhito Kosaka (古坂 和仁?, Kosaka Kazuhito; Aomori, 17 luglio 1973), è un comico giapponese, noto principalmente per il tormentone PPAP (Pen-Pineapple-Apple-Pen) pubblicato nel 2016 sotto il nome di Pikotaro (ピコ太郎?, Pikotarō).

## Discografia
Album in studio
- 2016 – PPAP
- 2018 – I Have a PPAP

Singoli
- 2016 – PPAP (Pen-Pineapple-Apple-Pen)
- 2016 – The Theme Song of Pikotaro
- 2016 – Romita Hashinikov
- 2016 – Kashite Kudasaiyo
- 2016 – Neo Sunglasses
- 2016 – PPAP vs. Axel F
- 2017 – I Like OJ

## Doppiaggi

### Serie animate
- Pikotaro's Lullaby La La By